# Moustapha Ben Halim
Moustafa Ben Halim (en arabe : مصطفى بن حليم), né le 29 janvier 1921 à Alexandrie en Égypte et mort le 7 décembre 2021, est un homme politique libyen. Il est Premier ministre de la Libye d'avril 1954 à mai 1957.

## Biographie

### Jeunesse et formation
Son père ayant fui l'occupation italienne de la Libye, Moustafa Ben Halim est né à Alexandrie, en Égypte. Il est titulaire d'un baccalauréat universitaire en sciences et en ingénierie civile.

### Carrière politique dans le royaume de Libye
Moustafa Ben Halim retourne en Libye en 1950 avant de devenir ministre des travaux publics en 1953. 
L'année suivante, il est nommé Premier ministre à trente-trois ans et demeure en fonction pendant trois ans. Son action est marquée par un soutien au secteur pétrolier qu'il réglemente, conduisant notamment à sa découverte en 1959, et qu'il divise en plusieurs concessions pour favoriser la concurrence. Il est à l'origine de la création de l'université de Libye et de la banque centrale de Libye. À l'international, il s'emploie à forger des alliances avec les pays occidentaux comme les États-Unis, le Royaume-Uni et la France. Son rapprochement avec l'Union soviétique permet de lever le blocage de celle-ci à une reconnaissance de la Libye à l'ONU.
Sa démission est liée au refus du roi Idris d'évoluer vers toute démocratisation du pays. Il devient le conseiller de ce dernier avant d'être ambassadeur de son pays à Paris de 1958 à 1960. Dans ses mémoires publiés en 1998, il évoque le rôle qu'il a joué dans les négociations entre le gouvernement français et le FLN au cours de la guerre d'Algérie.
Il continue à jouer un rôle officieux dans la vie politique libyenne en conseillant le roi Idris sur des projets de réformes constitutionnelles qu'il avait initié lors de sa primature mais aucune n'aboutit.

### Quarante années d'exil
Il se trouve en vacances avec sa famille en Suisse lorsqu'il apprend la nouvelle du coup d'État du colonel Kadhafi en 1969. Il ne peut rentrer en Libye où un tribunal populaire le condamne in abstensia pour corruption politique et fraude électorale aux élections de 1956. Il s'installe à Londres où il obtient l'asile politique avant de déménager à Beyrouth en 1970 mais une tentative d'enlèvement, commanditée par Kadhafi, l'incite à rentrer dans la capitale britannique en 1973. Plusieurs tentatives d'assassinat le visant sont d'ailleurs déjouées par les services secrets.
Il reçoit un passeport saoudien en 1975 après intervention du roi Fayçal puis est nommé conseiller spécial du prince Fahd en 1980.
Il rentre en Libye après la chute du régime de Kadhafi en 2011 et reçoit alors un accueil enthousiaste des Libyens[réf. souhaitée].
Il est le Premier ministre du royaume de Libye à avoir vécu le plus vieux et le seul à avoir survécu à la chute du régime de Kadhafi en 2011. De la mort de l'ancien Premier ministre sud-coréen Hyun Soong-jong en mai 2020, à sa mort, il est l'ancien chef de gouvernement le plus âgé du monde, et le dernier dirigeant à avoir été au pouvoir dans les années 1950 (en dehors d'Élisabeth II, Gyanendra Bir Bikram Shah Dev et Fouad II).

### Sources
- (en) "Libya's Hidden Pages of History: A Memoir" Rimal Publications, 2013